# Tuxoctenus
Genre
Tuxoctenus est un genre d'araignées aranéomorphes de la famille des Miturgidae.

## Distribution
Les espèces de ce genre sont endémiques d'Australie.

## Liste des espèces
Selon World Spider Catalog (version 17.5, 21/09/2016) :
- Tuxoctenus gloverae Raven, 2008
- Tuxoctenus linnaei Raven, 2008
- Tuxoctenus mcdonaldae Raven, 2008

## Publication originale
- Raven, 2008 : Revisions of Australian ground-hunting spiders: III. Tuxoctenus gen. nov. (Araneomorphae: Zoridae). Records of the Western Australian Museum, vol. 24, p. 351-361 (texte intégral).